# Simon Gregson
Simon Gregson (geboren am 2. Oktober 1974) ist ein britischer Schauspieler, der für seine Rolle als Steve McDonald in der ITV Seifenoper Coronation Street bekannt ist.

## Leben und Karriere
Gregson wurde 1974 in Wythenshawe, England, als Simon Allen Gregory geboren. Seine Mutter war eine Bankangestellte und sein Vater ein Polizist. Außerdem hat Gregson eine ältere Schwester namens Tracey.
1989, im Alter von 14 Jahren sprach er für die ITV Seifenoperv Coronation Street vor und bekam die Rolle des Steve McDonald. Dort wurde Gregson erst unter seinem richtigen Namen erwähnt, änderte diesen später jedoch zu "Gregson", als er alt genug war, um der Schauspielervereinigung "Equity" beizutreten, da es dort bereits jemanden mit dem Namen Simon Gregory gab. 1991 absolvierte er noch seine GCSE und kurze Zeit später wurde er kokainsüchtig. Granada Television suspendierte ihn daraufhin für 18 Monate. Gregson konnte seine Sucht überwinden und kehrte zum Set von Coronation Street zurück.
Gregson ist seit 2010 mit Emma Gleave verheiratet. Das Paar hat drei Kinder.